# Højene (Godsted sogn)
 For alternative betydninger, se Højene. (Se også artikler, som begynder med Højene)
Højene, er et område på ca. 12.000 m² med 43 gravhøje fra bronzealderen på Hejredevej tæt på Hejrede Sø på Sydøstlolland. 
En så massiv tilstedeværelse er ret usædvanlig. Nogle af højene er 5-6 m i diameter og op til 1,5 m høje. Vi må forestille os at stedet har svaret til en moderne kirkegård, og at landet har haft mange af den slags gravpladser, som for de flestes vedkommende siden bronzealderen er pløjet op. Kun de steder der senere kom til at ligge (eller allerede dengang lå) i skovbevoksninger, har de overlevet til vor tid. I den tidligere Nysted Kommune kendes f.eks til 134 høje, der er forsvundet bare i de 200-300 år, hvor man har holdt en vis kontrol med oldtidsminderne. I den nærliggende Lars Jensens Skov findes også en stor mængde gravhøje, bl.a. en jættestue.
Gravhøjene blev fredet af ejeren så tidligt som 1852 og et par af højene blev udgravet i 1904 uden at man fandt noget i dem. Det antages derfor at højene er fra den sidste del af bronzealderen, 1000-500 f.Kr., hvor man benyttede sig af ligbrænding.
I 1980 købte Storstrøms amt en del af området og gjorde det tilgængeligt for publikum.

## Galleri
- Kort over Højene
- Udsigt over Hejrede Sø